# Ganges (Hérault)

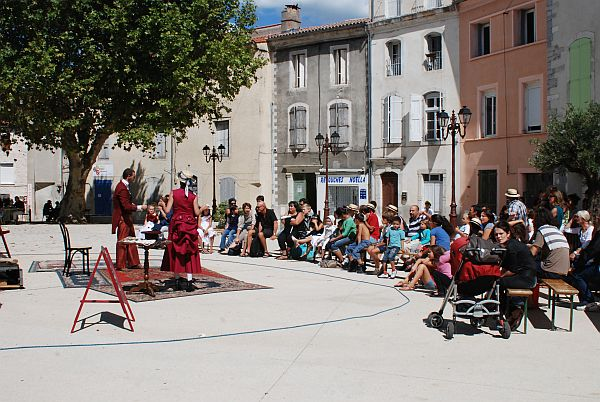
Fest auf der Place Fabre Olivet

Markttag in Ganges

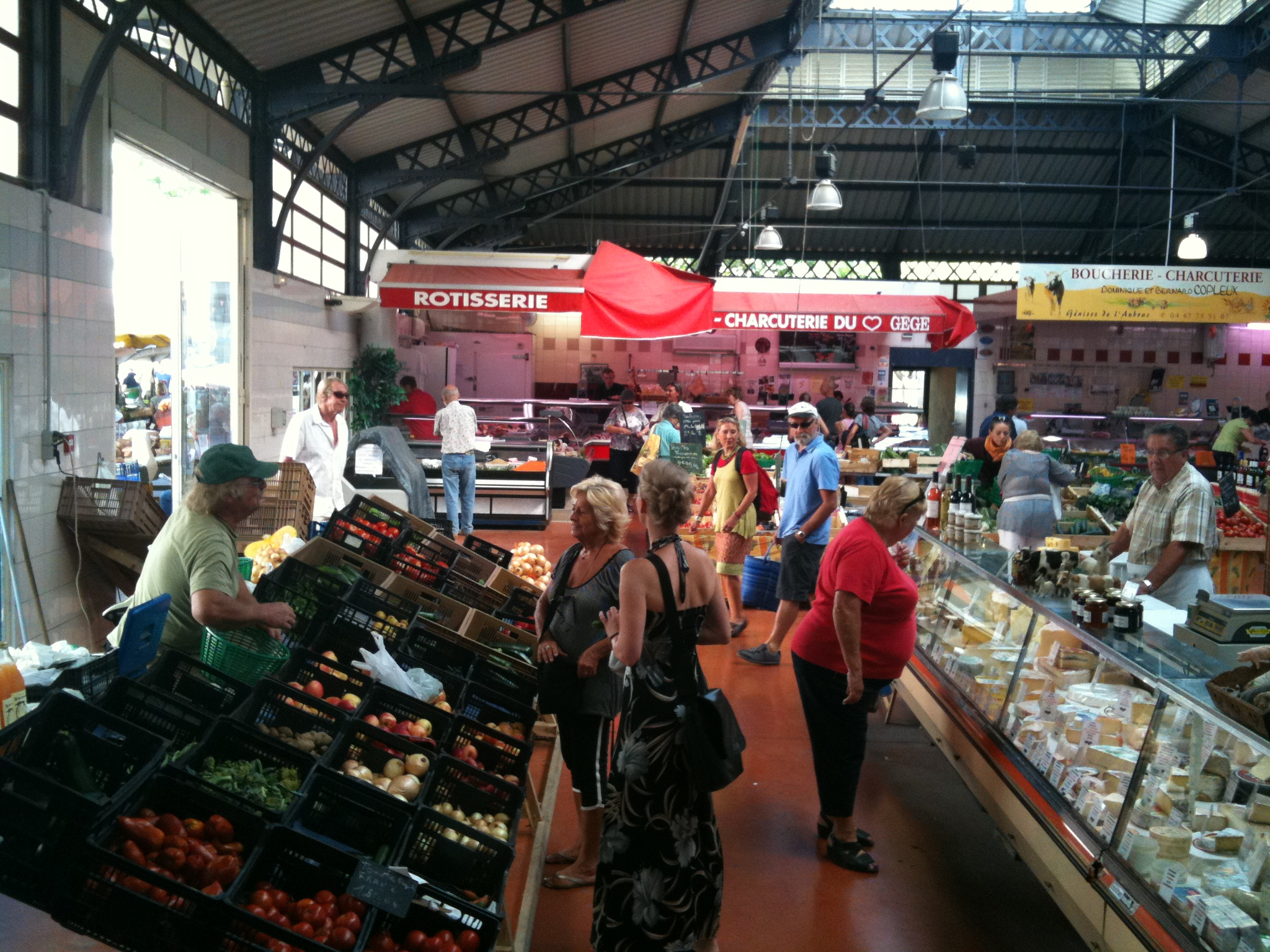
Markthalle innen 2011

Ganges ist eine südfranzösische Stadt im Département Hérault in der Region Okzitanien. Ganges hat 3854 Einwohner (Stand 1. Januar 2022), die Gangeois genannt werden.

## Geographie
Ganges liegt am südlichen Rand der Cevennen (und damit des Zentralmassivs) am Zusammenfluss von Hérault, Vis und Rieutord. Nördlich, westlich und östlich grenzt das Département Gard an. Die Gegend um Ganges ist Karstgebirge mit vielen Schluchten und Höhlen. Die höchsten Erhebungen in der Nähe („Hausberge“) sind Roc Blanc (911 m) und Pic d’Anjeau (864 m).

## Geschichte
Eine Siedlung auf dem Gebiet der heutigen Stadt ist erstmals für das 12. Jahrhundert urkundlich belegt. Funde von gallo-römischen Gräbern und römischen Münzen beweisen aber, dass der Ort schon sehr viel länger besiedelt war. 1270 wurde der „Commune“ Ganges das Recht zugestanden, zwei Stadtoberhäupter („Syndics“) und einen zwölfköpfigen Rat zu wählen. Ganges stand im Zentrum der Hugenottenkriege (Guerre des Camisards). Sie waren eine Folge des Edikts von Fontainebleau, mit dem Ludwig XIV. 1685 eine Zeit relativer Religionsfreiheit beendete. Der Aufstand der Protestanten begann in der Region rund um Ganges 1702 und gipfelte am 4. März 1703 in der Besetzung der Stadt durch mehrere hundert bewaffnete „Camisards“. Sie töteten neun Soldaten des Königs und hielten die Stadt drei Monate lang besetzt. Bis 1710 wurde der Aufstand komplett niedergeschlagen.
Das Schloss von Ganges wurde Anfang des 11. Jahrhunderts erstmals erwähnt. Am 5. Juni 1667 starb Diane de Joannis de Chateaublanc, die Marquise de Ganges, nach einem Mordanschlag ihrer beiden Schwäger. Das Schloss im Herzen der Stadt verfällt seit Ende des 19. Jahrhunderts, wurde 1905 von der Stadt gekauft und im Jahr darauf abgerissen. An seiner Stelle wurde die Markthalle errichtet, die heute noch zweimal je Woche für einen Lebensmittelmarkt verwendet wird.

### Bevölkerungsentwicklung
| Jahr      | 1962 | 1968 | 1975 | 1982 | 1990 | 1999 | 2006 | 2019 |
| --------- | ---- | ---- | ---- | ---- | ---- | ---- | ---- | ---- |
| Einwohner | 4926 | 4872 | 3858 | 3533 | 3343 | 3503 | 3887 | 4098 |

## Wirtschaft
Bis in die Neuzeit ist die Wirtschaft in Ganges auf Selbstversorgung ausgerichtet. Lediglich der Salzhandel auf den Fernwegen zwischen Mittelmeer und Cevennen bringt etwas Geld von außerhalb in die Stadt. Das ändert sich Mitte des 18. Jahrhunderts grundlegend mit dem Beginn der Seiden-Produktion – das goldene Zeitalter der Stadt bricht an.
1810 sind 2000 der 4500 Einwohner von Ganges mit der Produktion von Seide und Seidenstrümpfen beschäftigt. Bereits ein halbes Jahrhundert später beginnt aber der Niedergang der Seidenraupenzucht. Noch 1860 werden in Ganges 20.000 kg Seide erzeugt. Krankheiten der Seidenraupen, Konkurrenz aus Italien und Asien sowie die Erfindung der Kunstseide läuten das Ende der Seidengewinnung ein. Die Produktion von Garn und Textilien, vor allem von Strümpfen, bleibt aber noch für lange Zeit der bestimmende Wirtschaftsfaktor. 1914 kommt acht Prozent der französischen Produktion von Seidengarn aus Ganges. 1938 werden hier mehr als 500.000 Paar Seidenstrümpfe gefertigt. 1942 sind 3.813 Menschen damit beschäftigt, in 24 Fabriken fast ein Fünftel der französischen Seidenstrümpfe herzustellen. In den 1970er Jahren kommt die Strumpfproduktion jedoch allmählich zum Erliegen.
In nächster Umgebung von Ganges (St. Laurent-le-Minier) gibt es außerdem vom Mittelalter bis 1992 Bergbau auf Kupfer, Eisen, Blei, Silber und Zink. Seither ist kaum noch produzierendes Gewerbe vorhanden. Der Tourismus ist zum wichtigsten Wirtschaftsfaktor geworden. Wandern, Klettern, Kanu fahren, Höhlenexkursionen und Drachenfliegen zählen zu den Aktivitäten, die Besucher anlocken und vielen Kleinbetrieben Umsatz bescheren.

## Städtepartnerschaft
Ganges ist mit der deutschen Gemeinde Schwalmtal in Nordrhein-Westfalen partnerschaftlich verbunden.

## Persönlichkeiten
- Diane de Joannis de Chateaublanc, Marquise de Ganges (1635–1667), wurde in Ganges ermordet
- Antoine Fabre d’Olivet (1768–1825), Schriftsteller, Historiker und Philologe
- Jules Émile Planchon (1823–1888), Botaniker und Pharmazie-Professor
- Armand Sabatier (1834–1910), Zoologe
- Nicolas Cozza (* 1999), französisch-italienischer Fußballspieler